# Крашаница, Анатолий Фёдорович
Анатолий Фёдорович Крашаница (укр. Анато́лій Фе́дорович Крашаниця; 17 (30) апреля 1904, слобода Люботин Валковский уезд Харьковской губернии Российской империи — 7 ноября 1984, Ровно) — украинский советский писатель, поэт и журналист.

## Биография
Окончил реальное училище в г. Валки. В 1922—1923 работал в Валковском уездном, а в 1923—1923 — Харьковском губернском комитетах комсомола.
Первые статьи поместил в газете «На засів». С 1921 печатался в газетах «Вісті», «Селянська правда», журналах «Шляхи мистецтва», «Червоні квіти», «Зоря» (все — Харьков).
Член бюро украинской литературной организация крестьянских писателей «Плуг» с 1922 года. Член ВУСПП.
В 1927 — один из организаторов журнала «Молодняк» вместе с И. Шевченко и С. Божко. Был в числе первых редакторов журнала «Дніпро».
Основатель Ассоциации юношеских пролетарских писателей в Харькове.
В 1925—1965 — постоянно работал и печатался в прессе, в частности, редактировал газету «Наддніпрянська правда» (Херсон) и «Червоний прапор» (Ровно).

## Творчество
Автор сборников стихов «В бризках вогняних» (Валки, 1922), повестей «Сьомий номер» (Харьков; Одесса, 1930), «На крилах часу» (Киев, 1978), ряда литературно-критических статей, воспоминаний о В. Блакитном, А. Довженко, М. Дубовике, Г. Эпике, Л. Первомайском, В. Сосюре, П. Усенко и др.

## Награды
- Орден Трудового Красного Знамени
- Орден «Знак Почёта»

## Память
В г. Ровно на фасаде дома, где жил А. Ф. Крашаница, установлена мемориальная доска.